# Публий Клодий Пулхер
Вижте пояснителната страница за други личности с името Публий Клавдий Пулхер.
Публий Клодий Пулхер (на латински: Publius Clodius Pulcher; * ок. 92 пр.н.е.; † 18 януари 52 пр.н.е. при Бовиле) e политик на късната Римска република, от партията на популарите, познат с дългогодишните си спорове с Марк Тулий Цицерон. В политиката си е подкрепян от римския плебс и употребява улични битки.

## Биография
Клодий е от клона на Пулхри (на латински pulcher „красивия“) на патрицианската фамилия на Клавдиите. Син е на Апий Клавдий Пулхер и Цецилия Метела, дъщеря на Квинт Цецилий Метел Балеарик.
В началото на политическата си кариера си сменя писмената форма на второто си име (Gentilname) в Клодий, плебейската версия от Клавдий. Противно на брат му Апий Клавдий Пулхер, неговите три сестри (Клавдия Прима, Клавдия Секунда, Клавдия Терция) го последват и се наричат Клодия. Брат е и на Гай Клавдий Пулхер (претор 56 пр.н.е.).
Клодий участва под командото на зет си Луций Лициний Лукул в Третата митридатова война и поради недостатъчен респект към него се бунтува (така казва Плутарх). Другият му зет, Квинт Марций Рекс, проконсул на Киликия, му дава командването на флотата си – Клодий е отвлечен от пирати. След освобождението си отива в Сирия, където урежда бунт и едва не е убит. През 65 пр.н.е. се връща в Рим и дава Луций Сергий Катилина под съд за изнудване.
След службата си като квестор в Сицилия (61 пр.н.е.) Клодий се стреми да стане народен трибун и се отказва от патрицианското съсловие. През март 59 пр.н.е. e осиновен от Публий Фонтей и става плебей. На 10 декември 59 пр.н.е. Клодий започва службата си като народен трибун.
На 18 януари 52 пр.н.е. Клодий и Мило се бият на Виа Апия, Клодий е убит наблизо до Бовиле. Привържениците му занасят трупа в Курия Хостилия на Форум Романум и с нея го изгарят.

## Фамилия
Публий Клавдий Пулхер е бил женен от около 62 пр.н.е. до смъртта си през 52 пр.н.е. с Фулвия. Двамата имат две деца:
- Публий Клодий Пулхер (претпр)
- Клодия Пулхерия – става доведена дъщеря на Марк Антоний и за закрепването на втория триумвират от 43 пр.н.е. за около две години е омъжена за Октавиан.